# Аксаково (Болгарія)
Акса́ково (болг. Аксаково) — місто в Варненській області Болгарії. Адміністративний центр общини Аксаково.

## Населення
За даними перепису населення 2011 року у місті проживала 7801 особа.
Національний склад населення міста:
| Національність   | Кількість осіб | Відсоток |
| ---------------- | -------------- | -------- |
| болгари          | 6754           | 96,9 %   |
| турки            | 89             | 1,3 %    |
| цигани           | 37             | 0,5 %    |
| інша             | 48             | 0,7 %    |
| не визначились   | 41             | 0,6 %    |
| Всього відповіли | 6969           |          |

Розподіл населення за віком у 2011 році:
Динаміка населення: